# Campionato turco di football americano
Il campionato turco di football americano è una competizione che riunisce l'élite dei club turchi di football americano dal 2005 (tornei non ufficiali sono stati disputati fin dal 1993). L'organizzatore del campionato e delle squadre nazionali è la Federazione Turca di Rugby (TRF).
Questa competizione si disputa con una stagione regolare con girone all'italiana, seguita da play-off e finale.

## Formato
Il campionato attuale è diviso in due categorie: la 1. Lig e la 2. Lig. Esistono anche un campionato universitario e uno Under-19 (denominato Future League).
Il gioco si svolge con le regole della TRF che si basano sul regolamento della NCAA.

## Stagione 2019
| 1. Lig - Anadolu Rangers - Boğaziçi Sultans - Gazi Warriors - ITÜ Hornets - Koç Rams - ODTÜ Falcons - Sakarya Tatankaları - Uludağ Timsahlar |  | 2. Lig - Antalyaspor - Bandırma Jets - Ege Dolphins - Hacettepe Red Deers - Isparta Spartans - İzmir Halcyons - Kocaeli Sharks - Kocatepe Victory Walkers - Selçuk Kartallar - Yeditepe Eagles |

## Finali

### Tornei pre-federali

#### Tornei senza equipaggiamento
| Data | Finale              | Vincitore           | Punteggio | Finalista   |
| ---- | ------------------- | ------------------- | --------- | ----------- |
| 1994 |                     | Hacettepe Red Deers | ?-?       | ?           |
| 1995 |                     | Boğaziçi Sultans    | ?-?       | ?           |
| 1996 |                     | Boğaziçi Sultans    | ?-?       | ITÜ Hornets |
| 1997 |                     | Hacettepe Red Deers | ?-?       | ?           |
| 1998 | Stagione interrotta |                     |           |             |
| 1999 |                     | Hacettepe Red Deers | ?-?       | ?           |
| 2000 |                     | Hacettepe Red Deers | ?-?       | ?           |
| 2001 |                     | Hacettepe Red Deers | 36-30     | ITÜ Hornets |

#### Primi tornei con equipaggiamento
| Data | Finale | Vincitore           | Punteggio | Finalista           |
| ---- | ------ | ------------------- | --------- | ------------------- |
| 2002 |        | Hacettepe Red Deers | ?-?       | Boğaziçi Sultans    |
| 2003 |        | Boğaziçi Sultans    | ?-?       | Hacettepe Red Deers |

#### AFK
| Data | Finale | Vincitore           | Punteggio | Finalista       |
| ---- | ------ | ------------------- | --------- | --------------- |
| 2004 |        | Hacettepe Red Deers | ?-?       | Gazi Warriors   |
| 2005 |        | Hacettepe Red Deers | ?-?       | Ankara Cats     |
| 2006 |        | Hacettepe Red Deers | ?-?       | Başkent Knights |

#### UAFL
| Data | Finale | Vincitore    | Punteggio            | Finalista |
| ---- | ------ | ------------ | -------------------- | --------- |
| 2004 |        | ODTÜ Falcons | Vincitori del girone |           |
| 2005 |        | Ege Dolphins | Vincitori del girone |           |

### TAFL/1. Lig
| Data                     | Finale                   | Vincitore                | Punteggio                | Finalista                |
| ------------------------ | ------------------------ | ------------------------ | ------------------------ | ------------------------ |
| 2005-06 (27 maggio 2006) | Finale I                 | Boğaziçi Sultans         | 30-8                     | Ege Dolphins             |
| 2006-07 (12 maggio 2007) | Finale II                | Hacettepe Red Deers      | 15-12 (o.t.)             | Gazi Warriors            |
| 2007-08                  | Finale III               | Hacettepe Red Deers      | 20-14 (2 o.t.)           | Gazi Warriors            |
| 2008-09                  | Finale IV                | Boğaziçi Sultans         | 22-20                    | Istanbul Cavaliers       |
| 2009-10 (23 maggio 2010) | Finale V                 | Istanbul Cavaliers       | 18-13                    | Gazi Warriors            |
| 2010-11                  | Finale VI                | Gazi Warriors            | 41-38 (6 o.t.)           | Boğaziçi Sultans         |
| 2011-12 (27 maggio 2012) | Finale VII               | Gazi Warriors            | 47-12                    | Hacettepe Red Deers      |
| 2012-13 (giugno)         | Finale VIII              | Boğaziçi Sultans         | 39-23                    | ODTÜ Falcons             |
| 2013-14 (8 giugno 2014)  | Finale IX                | Boğaziçi Sultans         | 30-23                    | Koç Rams                 |
| 2014-15 (31 maggio 2015) | Finale X                 | Boğaziçi Sultans         | 10-7                     | Koç Rams                 |
| 2016 (5 giugno)          | Finale XI                | Koç Rams                 | 21-14                    | Boğaziçi Sultans         |
| 2017 (15 giugno)         | Finale XII               | Koç Rams                 | 56-14                    | Sakarya Tatankaları      |
| 2018 (1º luglio)         | Finale XIII              | Koç Rams                 | 52-21                    | Boğaziçi Sultans         |
| 2019 (14 luglio)         | Finale XIV               | Koç Rams                 | 29-19                    | ODTÜ Falcons             |
| 2020                     | Campionato interrotto    | Campionato interrotto    | Campionato interrotto    | Campionato interrotto    |
| 2021                     | Campionato non disputato | Campionato non disputato | Campionato non disputato | Campionato non disputato |
| 2022                     | Finale XV                | Boğaziçi Sultans         | 17-14                    | Koç Rams                 |
| 2023                     | Finale XVI               | Koç Rams                 | 17-14                    | Istanbul Bisons          |
| 2024                     | Finale XVII              | Koç Rams                 | 10-0                     | İzmir Halcyons           |

### 2. Lig
| Data                | Finale                   | Vincitore                        | Punteggio                | Finalista                |
| ------------------- | ------------------------ | -------------------------------- | ------------------------ | ------------------------ |
| 2010                |                          | Eastern Mediterranean Crows      | ?-?                      | Sakarya Tatankaları      |
| 2011                |                          | ?                                | ?-?                      | ?                        |
| 2012                |                          | ?                                | ?-?                      | ?                        |
| 2013                |                          | Koç Rams/ Yeditepe Eagles        | Co-campioni              | Co-campioni              |
| 2014                |                          | ?                                | ?-?                      | ?                        |
| 2015                |                          | Mersin Mustangs                  | ?-?                      | ?                        |
| 2016                |                          | ?                                | ?-?                      | ?                        |
| 2017                |                          | Anadolu Rangers/ Mersin Mustangs | Co-campioni              | Co-campioni              |
| 2018 (9 giugno)     |                          | Gazi Warriors                    | 42-0                     | Hacettepe Red Deers      |
| 2019 (7 giugno)     |                          | Yeditepe Eagles                  | 19-16                    | Hacettepe Red Deers      |
| 2020                | Campionato interrotto    | Campionato interrotto            | Campionato interrotto    | Campionato interrotto    |
| 2021                | Campionato non disputato | Campionato non disputato         | Campionato non disputato | Campionato non disputato |
| 2022                |                          | İzmir Halcyons                   | 21-0                     | Antalyaspor              |
| 2023 (17 settembre) |                          | Istanbul Bulls                   | 33-2                     | Hacettepe Red Deers      |
| 2024 (25 maggio)    |                          | Hacettepe Red Deers              | 13-0                     | Ege Dolphins             |

### Campionato universitario

#### Primo livello (Super League)
| Data | Finale      | Vincitore           | Punteggio | Finalista           |
| ---- | ----------- | ------------------- | --------- | ------------------- |
| 2008 | Finale I    | Gazi Warriors       | 36-18     | Hacettepe Red Deers |
| 2009 | Finale II   | Gazi Warriors       | 32-25     | ODTÜ Falcons        |
| 2010 | Finale III  | Hacettepe Red Deers | 33-27     | Gazi Warriors       |
| 2011 | Finale IV   | Hacettepe Red Deers | 38-30     | Gazi Warriors       |
| 2012 | Finale V    | Boğaziçi Sultans    | ?-?       | Bilgi Hunters       |
| 2013 | Finale VI   | Bilgi Hunters       | 28-16     | Gazi Warriors       |
| 2014 | Finale VII  | ?                   | ?-?       | ?                   |
| 2015 | Finale VIII | ?                   | ?-?       | ?                   |
| 2016 | Finale IX   | ?                   | ?-?       | ?                   |
| 2017 | Finale X    | Sakarya Tatankaları | 30-24     | Gazi Warriors       |
| 2018 | Finale XI   | İzmir Efeleri       | 13-2      | Yıldız Stallions    |
| 2019 | Finale XII  | ?                   | ?-?       | ?                   |

#### Secondo livello (First League)
| Data | Finale      | Vincitore                       | Punteggio    | Finalista        |
| ---- | ----------- | ------------------------------- | ------------ | ---------------- |
| 2011 | Finale I    | Template:Football Atılım Rhinos | 34-28 (o.t.) | Isparta Spartans |
| 2012 | Finale II   | Ankara Cats                     | ?-?          | Kocaeli Sharks   |
| 2013 | Finale III  | Yeditepe Eagles                 | 48-0         | İzmir Halcyons   |
| 2014 | Finale IV   | ?                               | ?-?          | ?                |
| 2015 | Finale V    | ?                               | ?-?          | ?                |
| 2016 | Finale VI   | ?                               | ?-?          | ?                |
| 2017 | Finale VII  | Boğaziçi Sultans                | 23-16        | İzmir Efeleri    |
| 2018 | Finale VIII | ?                               | ?-?          | ?                |
| 2019 | Finale IX   | ?                               | ?-?          | ?                |

## Squadre per numero di campionati vinti
Le tabelle seguenti mostrano le squadre ordinate per numero di campionati vinti nelle diverse leghe.

### 1. Lig
|   | Squadra             | Anni                               |
| - | ------------------- | ---------------------------------- |
| 6 | Koç Rams            | 2016, 2017, 2018, 2019, 2023, 2024 |
| 6 | Boğaziçi Sultans    | 2006, 2009, 2013, 2014, 2015, 2022 |
| 2 | Gazi Warriors       | 2011, 2012                         |
| 2 | Hacettepe Red Deers | 2007, 2008                         |
| 1 | Istanbul Cavaliers  | 2010                               |